# Heinrich Linck
Heinrich Linck (Danzigue, 1638 - Lípsia, 1717) é um químico alemão e colecionador, fundador do gabinete de curiosidades da família Linck em Leipzig.

## Biografia
Filho de um farmacêutico de Danzigue, começou a se preparar para cuidar da farmácia "O Leão Dourado" de Leipzig em 1669, tornou-se o gerente em 1681 e finalmente virou o proprietário em 1686. Em 1710, ele apresenta seu negócio para seus dois filhos, Johann Heinrich Linck e Christian Heinrich Linck.
Heinrich Linck tem a mais antiga coleção de amostras de madeira conhecida.
Suas coleções foram aumentadas por seu filho Johann Heinrich Linck, o mais velho, e depois por seu neto, Johann Heinrich Linck, o mais novo, que continuou o trabalho de seus antecessores e elaborou um catálogo. Após a morte deste último, sem um herdeiro, o gabinete de curiosidades da família Linck foi vendida para Otto Victor I. von Schönburg em 1840 e transferido em 1844 para o Museu de História Natural de Waldenburg na Saxônia, Alemanha, especialmente construído para esta finalidade.